# Tallinna Kaubamaja
Tallinna Kaubamaja Group (Талліннський Каубамая) – талліннська група компаній, в основному, роздрібної та оптової торгівлі.
Бізнес групи Tallinna Kaubamaja охоплює такі сфери, як: супермаркети, універмаги, торгівля автомобілями, взуттям, товарами для краси; надання охоронних послуг та послуг у сфері нерухомості.
Найбільші торговельні центри групи знаходяться у місті Таллінн за адресою: Гонсорі 2, 10143 Таллінн та місті Тарту за адресою: Рійа 1, 51013 Тарту.
День народження Талліннської Каубамаї - 21 липня 1960 р.
Середньооблікова кількість працюючих компанії за даними 2014 р. становить 3824 чоловік.
Tallinna Kaubamaja була визнана найбільш конкурентоспроможною компанією роздрібної торгівлі Естонії у 2006р., 2012р., 2013р. та 2014 р. Предприятие 2014 года – Top Marine OÜ

## Історія розвитку Талліннського Каубамая
21.07.1960 р. створене державне підприємство Талліннський Каубамая.
20.12.1966 р. відкрито будинок торгівлі Каубамая в місті Тарту.
У 1973 р. Талліннська Каубамая розширює свої площі за рахунок відкриття Б-корпусу.
У 1994 р. Талліннський будинок торгівлі змінює свою організаційно-правову форму власності підприємства на акціонерне товариство та продає значну кількість своїх акцій компанії «E-Investeeringugrup».
У 1995 р. було відкрито перший супермаркет Selver (Селвер) по вулиці Пунане у Таллінні. Починаючи з 1996р. акції Акціонерного товариства Талліннський Каубамая котуються на Талліннській біржі цінних паперів, товариство придбає пакет акцій АТ Тартуський Каубамая в розмірі 57% акцій статутного фонду.
На початку 1999 р. засновано акціонерне товариство Tallinna Kaubamaja Kinnisvara AS – АТ нерухомість Талліннського Каубамая.
У жовтні 2000 р. Талліннський будинок торгівлі став членом IGDS – самої крупної всесвітньої асоціації універмагів.
15.04.2004 р. торгова площа Таллінського Каубамая збільшилася майже в 1,5 рази у зв'язку з розширенням до торгового центру Viru Keskus.
12.10.2005 р. відкривається новий торговельний будинок у місті Тарту, де близько половини площі займає універмаг фірми Kaubamaja AS (дочірня компанія Tallinna Kaubamaja AS), а іншу частину орендують майже 60 різних компаній. Наприкінці 2005р. кількість супермаркетів Selver (Селвер) становить вже майже 20.
Наприкінці 2006р. відкривають оновлений Чоловічий світ (Meestemaailm) Талліннського Каубамая.
У 2007р. Талліннський будинок торгівлі засновує власну службу безпеки. Цього ж року концерн придбає 100% акцій KIA Auto AS та розпочинає роздрібну та оптову продаж автомобілів KIA у всіх країнах Балтії.
У 2008 р. Концерн «Tallinna Kaubamaja» придбає роздрібні мережі взуття ABC King AS і Suurtüki НК OÜ разом з латвійськими дочірніми компаніями ABC King SIA і Suurtüki SIA.
19.03.2009р. відкривається перший салон краси під торговою маркою I.L.U. в Пярну.
У 2010р. починає працювати мережа магазинів взуття SHU.
ТКМ Auto OÜ має дочірні компанії KIA Auto AS і Viking Motors AS в Естонії, SIA Форум Авто - в Латвії та UAB KIA Auto - в Литві.
Дочірні компанії ТКМ Авто мають право представляти наступні торгові марки:
- KIA - імпортера в країнах Балтії;
- OPEL - дистриб'ютор в Естонії;
- Cadillac - дистриб'ютор в Естонії;
- SAAB, Corvette, Hummer - офіційний постачальник послуг в Естонії;
- Peugeot - дистриб'ютор в Латвії.
У жовтні 2013 р. голову Таллінського Каубамая Рауль (Пуусепп) Puusepp обрано на посаду голови Ради Асоціації естонських торговців.
У 2014р. приділяється увага подальшому розвитку електронної комерції: перед Різдвом відкривається інтернет-магазин подарунків.
26.01.2015 р. Kaubamaja нагороджено бронзовим знаком якості.
З цього приводу, виконавчий директор та член правління Ерккі Лаугус відзначив:
«Мне приятно, что Kaubamaja получил такое важное признание. Kaubamaja является предприятием с многолетними традициями, и основные ценности много значат для нас. Мы делаем все для того, чтобы люди, работая у нас, чувствовали себя хорошо и чтобы нашим клиентам было у нас комфортно. Я рад констатировать, что многолетняя работа принесла плоды, но, безусловно, нам еще многое предстоит сделать».

## Деякі фінансові показники діяльності Групи Талліннський Каубамая
Відповідно до статуту компанії встановлюється мінімальний розмір статутного капіталу в 10 млн. євро та максимальний розмір - 40 млн.євро.
Сумарний прибуток від продажу групи Tallinna Kaubamaja в 2014 р. склав 535 млн. євро.
В супермаркетах Selver у 2014р. було зроблено 35,6 млн. покупок у 44 магазинах мережі, яка займає 83900 кв. метрів торгових площ.
Консолідований дохід від продажів супермаркетів Selver в 2014 р. досягає 368,2 млн. євро.
Чистий прибуток супермаркетів Selver склав у 2014р. 7,7 млн.євро.
Виручка від продажу універмагів в 2014 р. склала 92,5 млн. євро, чистий прибуток - 3,4 млн. євро.
У 2014р. було продано 3050 автомобілів, чистий прибуток цього сегменту групи Tallinna Kaubamaja склав 1,7 млн.євро.

## Партнерська програма лояльності компанії
Програма лояльності Partner Талліннський Каубамая є найбільшою в Естонії.
Кількість власників Partner карти програми лояльності клієнтів компанії у 2014р. склала 614 000 чоловік.
Вартість картки Partner складає 5 євро, строк її дії – 3 роки.
Власники картки мають різноманітні знижки на товари групи Талліннський Каубамая, отримують щомісячні пропозиції Partnerkaart, безкоштовний журнал для клієнтів «Каубамая» Hooaeg та пільги партнерів картки Partner.

### ЖурналHooaeg– власне періодичне видання
Журнал Hooaeg – періодичне видання Талліннського Каубамая для активних постійних клієнтів програми лояльності. Щоквартально здійснює огляд товарів, які будуть запропоновані покупцям у наступному сезоні, надає матеріали зі світу моди, краси, дизайну.